# فورد مدل تی
فورد مدل تی خودرویی بود که بین سال‌های ۱۹۰۸ تا ۱۹۲۷ توسط هنری فورد در شرکت فورد تولید می‌شد.فورد سال ۱۹۰۸ را سالی تاریخی برای محبوب‌شدن صنعت خودرو کرد و انقلاب بزرگی در این صنعت به وجود آورد. این خودرو به عنوان اولین خودروی مقرون به صرفه شناخته می‌شود که باعث شد سفر رفتن برای طبقهٔ متوسط آمریکا ممکن شود و اولین خودرویی که مردم عادی هم قادر به خریدن اش بودند. این مهم حاصل نوآوری هنری فورد در استفاده از خط مونتاژ به جای تولید تک بود.
در سال ۱۹۱۸، نیمی از خودروهای آمریکا فورد مدل تی بودند. فورد مدل تی یکی از پرفروشترین خودروهای جهان است کمپانی فورد در سال‌های اولیه این خودرو رو در آمریکا تولید می‌کرد اما به دلیل فروش بالا و قیمت مناسب و تقاضا مونتاژ سیار اختراع کرد که خودرو به جای ۱۲ ساعت ۹۳ دقیقه طول بکشد تولید شود.